# Oregon Route 99W
Az Oregon Route 99W (OR-99W) a 99-es számú oregoni országút nyugati ága, amely észak–déli irányban az OR 99 és az 99E Junction Cityben fekvő találkozási pontja és az Interstate 5 Portland Villa Ridge kerületében fekvő csomópontja között halad.
A szakasz a Pacific Highway West No. 1W része.

## Leírás
A szakasz Junction City északi határán indul; az OR 99 itt válik ketté: a 99W nyugati, míg a 99E keleti irányból fut Portlandbe. Monroe-t elérve az út északkeletre fordul, majd Dry Creek-et követően Corvallisba, a U.S. Route 20 és az Oregon Route 34 csomópontjához érkezik. Itt a belvároson áthaladó két, egymástól egy sarok távolságra futó egyirányú szakaszt követően a helyi közmű-hivataltól a két pálya újra együtt halad.
Innen az út Adair Village-be megy tovább, majd Monmouth-ot követően Rickreallnál az OR 22 és az OR 223 találkozási pontjához érkezik. Amity és az OR 233 elágazása után a következő nagyobb város McMinnville, ahol a nyomvonal az Oregon Route 18-cal, az északkeleti határon Saint Joseph előtt pedig az Oregon Route 47-tel találkozik.
Kelet felé Lafayette-et követően az OR 233 daytoni kereszteződése után az út északkeletre fordul, majd Dundee és az OR 18 Dundee–Newberg Bypass elkerülője után kelet felé Newberg következik, ahol a főutcán szintén egyirányú szakaszokon halad a forgalom. Innen az OR 99W 2×2 sávon, először közös, később középen növényzettel elválasztott, osztott pályán halad.
Middletont követően a szakasz Sherwoodnál belép a portlandi agglomerációba. Hátralévő részén Tualatint, King City-t és Tigardot érinti, majd az OR 217 csomópontját követően északkeleti irányban az Interstate 5-be torkollik.

### Nyomvonal-korrekciók
- Az eredeti, az 1930-ban a Barbur Boulevarddal kiváltott szakasz máig a Capitol Highway nevet viseli. Az út a mai OR 99W északi végpontjától először attól keletre, majd nyugatra halad, majd az OR 10-zel közös nyomvonal után a belváros déli részén végződik.
- Korábban az út Portland belvárosában, a 4/6. sugárutakon át a Broadway-hídig folytatódott.[1] 1950-ben a nyomvonalat a Harbor Drive, az Acélhíd és az új Interstate Avenue irányába módosították. Mivel a Harbor Drive-ot 1974-ben elbontották, az OR 99W-t nyugatra, a Front Streetre (a mai Naito Parkway) vezették át.

### Történet

A US 99W 1930–1972 közt használt jelölése

A nyomvonalon kijelölt első országút a Capitol Highway No. 3 volt, amely a Dayton–Salem–Portland útvonalat követte (nagyjából a mai OR 99W és OR 221 nyomán). 1927-ben egyesítették a West Side Highwayjel, így létrejött a West Side Pacific Highway No. 3. A korábbi Capitol Highway a továbbiakban nem képezte az állami úthálózat részét; később ott jelölték ki az OR 221-et.
1930-ban a Highway 3 a U.S. Route 99W, a két végpontja között futó, a régi US 99 vonalát követő Highway 1-et pedig a US 99E jelölést kapta. 1938-ban a későbbit is felosztották, így létrejött a Pacific Highway East 1E (a mai OR 99E) szakasz. A Highway 3 az 1W jelölést kapta, és a portlandi Interstate Avenue–Interstate híd útvonalat is hozzácsatolták.
1957-ben átadták az Interstate 5-öt, így a Highway 1-et a korábban tervezett módosításoknak megfelelően másik nyomvonalra terelték, délre pedig Eugene-ig hosszabbodott. A US 99W végpontja továbbra is Junction City volt; az I-5 új szakaszának 1961-es átadásával a két út közös nyomvonalon futott. Az I-5 Portland északi részén haladó szakaszának megnyitásakor a US 99W 1961–1963 között egészen a belváros északi határáig jutott.
1972-ben a korábbi US 99-et OR 99-re számozták, így az E és W utak jelölése is módusult, egyben a 99W északi határát 1979-ben a mai végpontnál állapították meg. 1996-ban újra hozzárendelték a korábbi szakaszt, de ezt később visszavonták.

## Fordítás
- Ez a szócikk részben vagy egészben  az   Oregon Route 99W című angol Wikipédia-szócikk ezen változatának fordításán alapul.  Az eredeti cikk szerkesztőit annak laptörténete sorolja fel. Ez a jelzés csupán a megfogalmazás eredetét és a szerzői jogokat jelzi, nem szolgál a cikkben szereplő információk forrásmegjelöléseként.